# Ivan Martinović
Ivan Martinović (født 6. januar 1996 i Wien, Østrig) er en kroatisk håndboldspiller, som spiller for Rhein-Neckar Löwen og Kroatiens herrehåndboldlandshold. Han har tidligere spillet i flere tyske topklubber i Bundesligaen som VfL Gummersbach og TSV Hannover-Burgdorf, inden han i sommeren 2024 skiftede til Rhein-Neckar Löwen.
Martinović er født i Østrig og hans bror Marin Martinović spiller også for Østrigs herrehåndboldlandshold, men har selv valgt at repræsentere Kroatien. Her han repræsenteret holdet ved flere lejligheder, herunder VM i håndbold 2021 i Egypten, EM i håndbold 2022 i Ungarn/Slovakiet, Sommer-OL 2024 i Paris og VM i håndbold 2025 i Kroatien/Danmark/Norge.